# 2023年以色列司法改革
2023年以色列司法改革是指2023年1月起以色列总理本雅明·内塔尼亚胡對以色列司法系统實施的改革。亚里夫·莱文和辛卡·罗特曼負責帶頭推進改革計劃。内塔尼亚胡認為以色列的公共政策受制於司法部门，而且司法部门管得過多，立法機關和司法部门之間需要更好的平衡。
內塔尼亞胡打算限制以色列最高法院行使司法审查权、以色列政府在任命法官方面有更大权力、阻止司法机构影響立法和公共政策。另外根據改革計劃，如果以色列最高法院認為以色列議會通過的法律違憲，以色列議會有權以简单多数否决最高法院决定、推翻最高法院的裁決。
以色列政府部门中都设置由总检察长指派的部长法律顾问。法律顾问负责审查本部门出台的各项政策。如果部门政策违反法律，该部部长法律顾问可以代表总检察长向部长提出修正或者撤销该政策方案的要求，而且提議有約束力。根据改革方案，部长法律顾问人选将由各部部长自己决定，不再通过公共程序任命；部长法律顾问所提出的法律意见和建议，仅供部长和本部门参考，而且建議沒有約束力。
以色列最高法院法官的选任，由任免委员会负责。委员会成員共有9人，由三名最高法院法官、两名以色列律师协会成员、两名议员和两名政府部长组成。根据改革方案，任免委员会成员增加一名議員至十一名，并使司法部长成为该委员会主席，委员会中的两名律师协会成员由司法部长直接指定。
此外新改革計劃還打算對不信任投票和解散议会實施限制；禁止檢察機關对现任总理提起刑事诉讼。

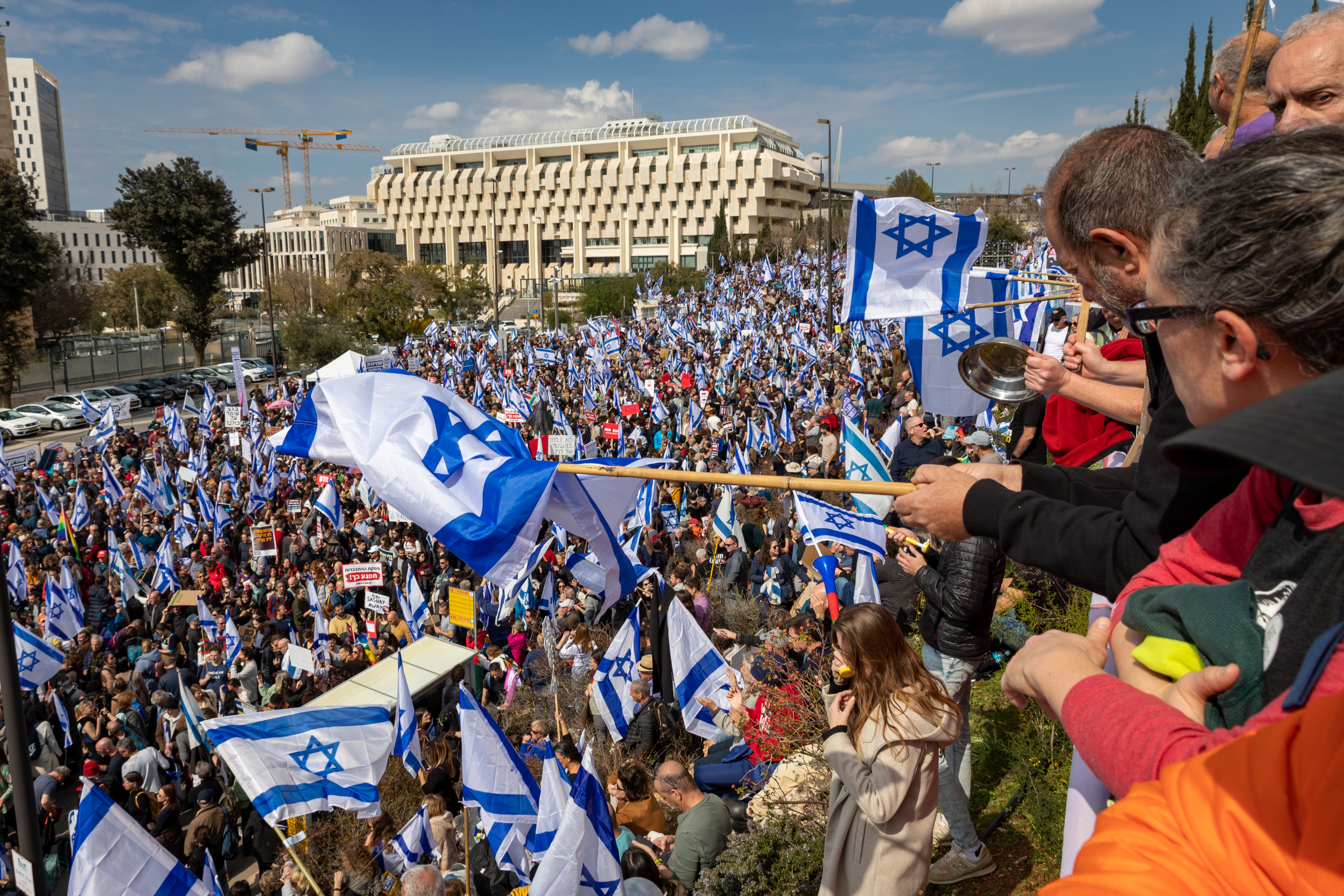
2023年2月13日，聚集在耶路撒冷的民众集会抗议司法改革

該司法改革引發廣泛抗議，也有一些人支持司法改革。以色列总统艾萨克·赫尔佐格呼吁暫停改革。以色列最高法院院长和总检察长表示該司法改革非法。美國總統拜登敦促以色列政府放弃司法改革。
2023年3月27日，由於受到长期示威的壓力，内塔尼亚胡宣布暂停司法改革，并於3月28日就此与反对党展開对话。
2023年6月29日，内塔尼亚胡重启司法改革，他删去最具争议部分，即赋予国家立法机构推翻最高法院裁决的条款。最终在同年7月24日，在反对派议员集体抵制及民众抗议下，以色列议会的执政党联盟以64比0通过了司法改革第一項方案，即法院不得对内阁和部长的决定进行任何审查。美国白宫称以色列议会的投票結果令人遗憾，德国政府对以色列政局表示担忧。反对党领袖拉皮德称国会的举动是「以色列民主的挫败」。
2024年1月1日，以色列最高法院推翻該法案。

## 背景

### 以色列最高法院与司法审查
此前，以色列所有立法、政府命令和国家机构举措都要接受以色列最高法院的司法审查。最高法院在几十年前就拥有了推翻立法和撤销其认定违反以色列基本法之行政决定的权力。
改革反对者认为，最高法院的这一角色对于保护人权至关重要，因为以色列的司法制衡体系本来就十分脆弱：以色列缺乏两院制立法体系、拥有行政权的总统、联邦政府、地区选举与地区超政府组织的成员资格，更没有接受国际法院的权威监督。
以色列最高法在行使权力时经常在国内右翼政客与其支持者当中引发争议。该法院的许多裁决，尤其是那些限制在以占约旦河西岸扩建定居点的裁决，以及那些影响极端正统派自治和生活方式的裁决，引发了极端正统派与宗教锡安主义政客的不满，他们中的许多人指责该法院参与了有利于左翼事业的司法能动主义。

### 1992年宪法革命与其反对意见
1992年至1999年间，最高法院大法官亞哈倫·巴拉克在一系列裁决的基础上形成了将人权间接引入私法的指导原则。这是借助于法官在其裁决中适用的“诚信”、“公共政策”或“违反法律义务”等概念来完成的。司法改革的支持者声称，法庭上的这些概念取决于解释它们的法官，这导致了法律上的不确定性，使得私人和政府的行为接受司法审查时，依据法官良心的支配，而不一定依据立法机关制定的法律。

### 2018-2022年以色列政治危机与2022年立法选举
自2018年-2022年以色列政治危机和2022年以色列議會選舉以来，由于没有任何政党能够组建稳定的联合政府，2022年立法选举是近四年来的第五次以色列议会选举。该次选举中，右翼阵营赢得了以色列议会的多数席位，宗教锡安主义党等极右翼势力更是取得了前所未有的胜利。选举结束后，利库德集团领导人、前总理本雅明·内塔尼亚胡组建了以色列第37届政府，并任命了许多有影响力的职位给之前遭边缘化的极右翼政客，这些人长期以来所倡导的政策与最高法院的许多法例相冲突，并试图削弱最高法院的权力。在该届政府上台前发布的官方政策指导方针中，有一项便是致力于司法改革。

## 历程
2023年1月4日，新上任的司法部长亚里夫·莱文宣布其彻底改革以色列司法系统的打算。1月11日，莱文公布了他提出的改革草案，其中包括对司法、行政和立法程序和职能的以下改革：
1. 司法选举：目前负责建议任命以色列法官的委员会由在职法官、以色列律协（英语：Israel Bar Association）代表、议会成员与政府部长组成，其最终建议结果需要这些不同团体之间达成协议。修改案旨在改变该委员会的组成，使得政府获得多数投票权，从而令政府掌握包括最高法法官在内的所有法官的选任和解聘权。
2. 司法审查：政府拟议遏制司法审查对立法的影响，包括明确立法禁止最高法对基本法行使司法审查；要求全体最高法法官主持针对议会通过的任何常规立法的合法性审查（有80%法官裁定此类立法无效）。
3. 议会凌驾：政府拟议允许议会在立法合法性的裁决权力上凌驾于最高法院之上。如此一来，议会中取得绝对多数席位（61席以上）的执政政治团体（政党或政党联盟）便可凭借多数票反对最高法院的决定。
4. 政府法顾：政府拟议将来自司法部专业监督下独立机关的法律顾问职务重新分配给出于政治需要选定任命的法律顾问，其意见对政府和部长无约束力，从而部长们可以自行选择、解雇法律顾问，并决定是否遵守其法律意见。
5. 合理性原则：政府拟议通过立法取缔“合理性”概念，限制对政府与行政决定的司法审查范围。这将遏制法院审理以政府和行政决定“不合理”为依据的请愿或上诉。

2023年7月24日，以色列议会通过《合理性標準原則法案》，引發大規模抗议。即便右翼聯合政府呼籲反對黨在休會期一起對司法改革議案討論協商，其議員也強調「仍需達成協議」，但反對黨堅決不接受談判，並預計集體向最高法院請願駁回之。針對政治監督團體提出的上訴，最高法院定9月進行論證。
2023年9月12日，以色列最高法院举行听证会，讨论《合理性標準原則法案》的合法性。
有史以來所有15名法官都在庭審理有關案件。
2023年12月底，以色列電視臺12频道根據洩露的決定草案提前報道該裁決。
2024年1月1日，最高法院以8票對7票否決有關法案。法官還以12票比3票裁定，最高法院有權推翻基本法。

## 内容

### 司法選舉

#### 現行體制
現行的以色列司法遴选委员会由9人組成，其中包括3名最高法院法官、2名律師協會代表、2名以色列議會成員與2名政府部長。所有法院的法官选举都需要依據委员会投票的简单多数結果，但最高法院法官的选举需要委员会九名成员中七名的批准。这实际上赋予了三名法官或执政的议会政黨联盟代表以否决权。
根据以色列民主研究所的说法，现行制度基於各方共识，因为“最高法院大法官的选择必须得到委员会中政客的同意，因为委员会九名成员中有七名的多数票必须支持成功的候选人。”同理，如果没有甄選委員會中最高法院大法官们的同意，政治家们亦無從選擇法官。此原则通常会使新法官名單體現各方共識。相比之下，包括司法部长莱文和总理内塔尼亚胡在内認爲当前最高法院由左翼人士構成的政客则认为，这种“共识”是片面的：当一个右翼政府当政时，其成员必须与所谓左倾的委员会成员（莱文宣稱3位最高法院法官與律师协会代表作爲一個团体共同投票）妥协，但当一个左翼政府掌权时，可能並不需要这样的共识。他们指出，在上一届的左翼政府领导下，最近一次的司法遴选委员会会议任命了61名法官，由於上述的片面“共識”，反对派無從采取有效方式来反对該決定。

#### 提議方案
根据司法部长莱文的修正案，司法遴选委员会的组成将发生变化，以赋予政府立法和行政部门更大权重。委员会将由11名成员组成，即担任委员会主席的司法部长、政府指定的两名其他部长、以色列议会宪法、法律和司法委员会主席、以色列议会国家管制委员会主席、以色列议会委员会主席、最高法院院长、从其法官同行中选出的最高法院另外两名法官，及两名由司法部长选出的公众代表，其中一人須是律师。因此事實上，由于委员会主席一職雖然理論上并非總會如此，但通常會从當局的执政联盟中选出，政府可以完全控制法官的任免，畢竟在委员会的11名成员中，現任執政政府足有7名代表。

#### 改革支持者的理由
支持者證明改革合理性的主要論據包括：
- 眼下以法官與律師爲主的非民選成員在司法遴選委員會中占據多數，因而他們不同意的人選無從擔任任何司法職務。此外，據稱最高法院的法官代表們協調一致地作出判斷，這使得司法機構的代表作爲一個整體與委員會的其他權力成分進行談判，從而更加占據話語優勢。
- 以色列以最高法院为中心的司法选拔制度与其他民主国家相較而言當屬例外。2019年对36个经济合作与发展组织成員國宪法法院（或最高法院）司法任命的一项研究发现，有24个国家的法官任命制度只将权力授予民选官员。例如在美国，最高法院大法官由总统任命并经參議院确认；在德国，憲法法院法官由參眾两院任命；在法国，宪法委员会法官由總統和參眾等比例任命；在日本，选举由政府控制，并通过全民公决批准。这种由民选官员独家任命法官的制度在加拿大、澳大利亚、新西兰、比利时、瑞士、奥地利、爱尔兰、荷兰、丹麦、瑞典、冰岛、芬兰、挪威等国十分常见。必须指出的是，在以色列，这种制度在建国初期就被使用过，而最早设立最高法院的法官們就是由時任政府任命的，并得到了以色列议会的批准。
- 除以色列外，僅有四个经合组织成员国在任命宪法法院法官时不授予民选官员任命法官職權：土耳其、希腊、英国和卢森堡。然而，英国和卢森堡与以色列和多数国家的不同之處是，他们的法官不能废除议会的法律，公众价值至上是通过立法至上来实现的。由此可见，在36个经合组织成員國中，只有希腊和土耳其同以色列一道，授予非民選官員擔任的最高法院以否决权，使之可以推翻议会的法律。
- 美国的50个州中，有22个州的最高法院法官是通过投票直接选举产生的；有15个州的法官任命是通过直接投票批准的；4个州通过公职人员选举法官；8个州通过委员会任命法官。其中大多数最高法院法官由民选官员任命。

#### 改革反對者的理由
闡述支持改革理由的傳道書政策論壇研究因其對外國法律體系的選擇性依賴遭受强烈批評：
- 在涉及該研究的36个国家中，有31个国家由公众代表选出法官，但其中24个国家的法官人選是行政當局与司法系统协商并根据其建议选出的；
- 此外，虽然在大多数这些国家，这种建议没有法律效力，但其能夠構成事實上的約束力，因为公众代表听取法官建议并據之采取行动。正如一项研究所指出的，“这些国家的政治文化是由公众代表在司法系统的同意和支持下选择法官——这与以色列的政治文化完全不同。”；
- 該研究同樣指出:“司法系统在司法遴選方面没有明显参与的其他发达国家几乎都是有宪法的国家。有些国家是由几个州组成的联邦结构，每个州都有自己额外的最高法院，保护该联邦州的居民。大多数国家都有两院制立法机构，不一定由控制行政部门的政党控制，因此政府的权力是分散的。通常，司法遴選需要政府和议会两院的同意，而立法机构的選擇总是需要多数（通常是三分之二选票，甚至是绝对多数）。也就是说，既不能单独执政也不能单独任命法官的联合政府也需要得到在野党的同意。这些在以色列都不存在，这完全改变了狀況。”
- 改革还将使政府完全控制最高法院以外所有法院的法官任命。将法官任命方式範圍擴至最高法院以外的法院之理由還尚不清楚。

### 合憲性審查
改革建议将最高法院的司法审查权力写入法律，这一权力迄今尚未在立法中得到确立。在缺乏此类立法的情况下，1992年通过《基本法：人类尊严与自由》后，最高法院为自己划定了这种权力，其早期行使的里程碑意義案例包括1995年对米兹拉希银行（Mizrahi Bank）的裁定（类似于美国最高法院1803年对马伯利诉麦迪逊案的裁定）。
以色列宪法、法律與司法委员会于2023年2月13日通过的法案明确规定了基本法的非可诉性；並规定包括最高法院在内的依法拥有审判权的法院，不得直接或间接处理有关基本法有效性的问题，任何有关此类问题的裁决皆屬無效。
改革同樣提议，若以色列议会通过一项与现行基本法相抵触的普通法律，該法律不会被自动视为无效，只有滿足法定人數出席的最高法院法庭（不包括那些自决定之日起30天内無法参加討論的法官）才能主持法律的效力裁定。这一改革舉措的支持者认为，这是为了保证在最高法院进行全面讨论，以防讨论受到陪審成員充滿隨機性的主觀影响。
有人进一步建议，废除一项法律所需多数當爲全体法官中的80%多数，理由是即便它与现行《基本法》相抵触，民选政府通过的法律应是例外的；若最高法院諸法官最終没有决定废除新的與基本法抵触的法律，则应以民选政府的意愿为准。
立法建议认为，由于《基本法》是以色列的最高法律准则，法院的司法復核权力源自《基本法》本身，因此不能覆核或推翻《基本法》本身。该提案旨在拒绝对《基本法》进行司法审查，以保证最高法院服从名义规则和民主权威的来源。
此項改革的支持者认为，这与多数西方国家类似。在这些国家，对宪法规范没有司法审查。正在推进这项改革的委员会法律顾问发表了一份意见，称他在任何民主国家都没有发现司法审查立法需要相关法院諸位法官一致决定的先例。

### 议会凌驾
另一项提议是允许以色列议会拒绝最高法院对《基本法》的解释，并有权推翻最高法院宣布法律无效的裁决。支持者认为，拟议的凌驾条款并不是要剥夺以色列议会对宪法价值观的承诺，而是要赋予立法者作出异于法院裁决的决定能力。
该提案提议的一种形式是，若最高法院全体法官一致同意裁决一项议会通过的法律无效，则议会不能在其任期内通过推翻前述裁决的决议。但法律应当明文规定以下情况中无论最高法院裁决如何法律依然有效：若最高法院宣布主体法律无效的裁决未得到全数通过，则议会有权以61名议员的多数凌驾最高法院，推翻其宣布法律无效的裁决，且该否决在下届议会任期内依然有效，下届议会有权重新审议前述凌驾决议。因此参照后述程序，凌驾决议的效力以四年为期，或直到作出凌驾决议推翻那届议会的下一届议会任期的初年年末为止。
有人进一步提议，议会甚至应当有权推翻最高法院协商一致通过的消极释法裁定，但通过原法律与作出推翻最高法院消极裁定的议会应不为同届。此方案表达了两届议会对异于最高法院裁决之价值框架的支持共识，因此由两届议会否决的凌驾决议期限当为永久。
支持者认为，加拿大、芬兰和澳大利亚维多利亚州存在类似条款。然而有研究指出，以色列的制度与这些国家间的差异影响了这些条款对政治制度的作用。例如，阿米查伊·科恩（Amichai Cohen）对66个民主国家进行了一项研究，以确定和分析对政治部门施加的结构-形式限制，结论是:“若不授予司法部门监督其它部门的权力，以色列将成为唯一一个由民选当局行使几乎无限权力的大规模民主国家。”
此项提议被批评赋予以色列议会过多权力，远超西方国家其他行政和立法机构所拥有的权力。以色列民主研究所认为，尽管《基本法》有所限制，“凌驾条款”将赋予议会多数以绝对的立法权力。这将严重削弱最高法院对议会通过的法律进行宪法审查的权力，议会由占有政治意义上之多数的行政部门控制。各国都有制约政治多数权力的制衡机制，但在以色列，最高法院是唯一的平衡机制。

### 政府法律顾问
联合政府公布的法案草案拟议，将政府部门法律顾问职务重新通过政治考量甄别分配，以取代目前的独立机构法律人士，且其意见对政府与部长们并无约束力。该法案草案明确：针对“向政府”或“向总理和所有政府部长提供的法律意见，接收意见者对其不负法律义务或有权变更其法律地位”，内阁及其部长“得拒绝法律建议并采取行动反对之”。这将大大改变现行制度，即各部门法律顾问都在总检察长庇护下，以保持他们不受政治影响的独立性；其建议对各部门具有约束力。
前任总检察长阿維謝·曼德布利特曾批评过去通过此类的立法尝试，称“让部长任命法律顾问——而不是目前通过公开招标选举的制度——会使立场政治化，并贬损以色列民主‘守门人’的操守。”
巴伊兰大学法学院前院长耶迪迪亚·斯特恩（Yedidia Stern）批评了这项法案，他解释说，公共法律顾问既要对其被任命的政府部门负责，也要对公众负责；除了提供法律咨询外，公共服务部门律师还负责维护法治，为我们所有人谋福利。这种双重角色证明了部长和总检察长在选举政府部门法律顾问方面的二元角色是合理的。”
以色列民主研究所的盖伊·卢里（Guy Lurie）认为，“为了维护政府行为的合法性、防止腐败，法律顾问在发表法律意见时必须独立，并在专业上服从于总检察长，而不是政府部长。”

### 废除合理性原则

#### 改革支持者的理由
政府拟议取缔以“缺乏合理性”作为审查行政决定的理由。尽管法学意义上的正当性源于英国，但自1948年建国以来，以色列最高法院一直在扩展该原则的外延。一些人声称，法院对合理性的定义是全球独一无二的。缺乏合理性之行政行为被定义为：行政机关没有对构成行政决定基础的所有相关考虑因素给予适当重视，并未按其重要性在所有相关考虑因素之间进行恰当平衡:
进一步讨论合理性实质的唯一途径，是认识到合理性既不是一个物理概念也不是一个形而上学概念，而是一个规范概念。合理性意味着一个人确定了相关的考虑因素，并依其权重来平衡它们。事实上，追求合理性是一个评估过程，而非描述过程。它不是一个由演绎逻辑定义的概念。这不仅仅是理性的问题。具备合理性的决定是在权衡各个必要因素后作出的，其中包括一般的基本价值，特别是人权。没有什么“本身”是合理的。
这一扩张性原则赋予最高法院推翻几乎任何行政决定的权力，即使该决定是凭应有法律权威作出的。在接受《国土报》采访时，前最高法院大法官摩西·兰道批评了正当性原则的使用：
曾经供职法院的老法官们并没有把自己定位为这一代人的导师。我们不认为我们的任务是向公众传授私人或公共道德的基本或深刻的价值观。这并不意味着我们不关注价值观。这并不意味着我们没有做出价值判断。但是，我们理解法院管辖权的局限性。我们确保我们对价值观的裁决与摆在我们面前的问题无关……法官不是一代人的老师，也不是哲学王。他的任务要朴素得多:做一个忠实的法律解释者。作为公众的代表，以色列议会表达了公众的意愿。因此，我认为法官的智慧要求他谨慎、敏感、有广泛的判断力而非傲慢。

#### 改革反对者的理由
哈达萨学院政府与社会科学学院政治与传播系讲师阿米尔·富克斯（Amir Fuchs）支持合理性原则，称“其目的是防止政府做出完全武断的决定；但它肯定不是要用法院的决策权来取代政府的决策权。像所有其他行政法原则（自然公正、禁止外来利益与要求考虑所有相关因素等标准）一样，它旨在确保政府不会超越其法律赋予权力的边界。”
巴伊兰大学法学院前院长耶迪迪亚·斯特恩（Yedidia Stern）为合理性原则进行了辩护，他说，若没有合理性原则，“即将卸任的以色列议会成员将有权做出最终决定，决定谁能在下次选举中与他们竞争。”在没有司法审查的情况下，他们将能通过议会豁免机制相互保护。”
雷丁大学国际法、人权和高级法律研究法学硕士项目主任鲁维·齐格勒（Ruvi Ziegler）写道：“该计划将剥夺法院要求行政部门对其行政决定适当负责的权力。”这意味着从警察到税务机关的公共当局作出的决定不再需要被认为是“正当的”才能在司法审查中被接受。实际上，这意味着任何人都可能在没有适当理由和没有有效补救的情况下被拒发许可证、福利和服务。“‘合理性’原则是英国法律遗产的重要组成部分，对良好治理至关重要，也必须在以色列的环境中得到维护。”

### 总检察长的法律地位
根据以色列议会议员辛查·罗思曼（Simcha Rothman）提出的政府基本法修正案，政府和部长将有权决定其在任何问题上的法律立场。此外，他们将有权接受或拒绝总检察长的意见。目前，根据最高法院的裁决，从政府的角度来看，总检察长的法律意见被认为反映了其政策当前的法律地位。
政府也有权决定其向法院阐述的立场。如果总检察长拒绝代表政府立场，政府将有权聘请私人代表。目前，若总检察长拒为政府立场辩护或持另一立场，总检察长可以拒绝在法庭上为政府行为辩护；若意见分歧是基于合法的解释冲突，总检察长可以允许政府求助于不同的法律代表。
以全球标准衡量，以色列采取约束力咨询意见与代表性垄断地位相结合的制度是例外的，甚至可谓独一无二。“以色列的法律状况并非反映少数人的意见，而是反映某一方单一的意见。在我看来，以色列的法律状况与任何类似国家的法律状况之间存在着鸿沟，而非仅是分歧。”相比之下，在英国、美国、加拿大和德国，总检察长——或同等角色的官员——是一个类似于部长的政治角色，在一些国家实际上就是政府部长。因此，他们没有权力将政府束缚在他们的立场上；政府可以采取与他们立场相反的行动；政府亦有权向总检察长规定出庭之立场；而且总检察长往往被禁止在没有政府要求的情况下拟定法律意见。
以色列总检察长的地位，只能在该国特殊历史背景与其政权相对薄弱的制衡制度之背景下加以理解。例如，在包括前加拿大最高法院首席大法官贝弗利·麦克拉克林和其他前最高法院法官在内的数十名法律专家发表的一份声明中，讨论了以色列和加拿大政治制度的差异，得出的结论是“以色列的政府制度不同于其他如同加拿大的民主国家，其政治权力异常集中。其他民主国家有一套分配或调节政治权力行使的机制。”

## 各界反应
政府提出的改革方案在以色列国内引发了激烈争议。反对派领导人、活动人士、前高级公务员、前安全部门官员、银行与金融机构高管、商界精英、经济学家和法学家严厉批评拟议中的改革，认为它们将破坏司法独立，在事实上赋予政府不受约束的权力。
政府拟议的改革引发了大规模抗议活动，反对党与基层活动人士合作，协调游行、罢工和示威活动。抗议者中不乏以色列安全部门的预备役人员，其中一些人表示，鉴于司法改革立法程序仍在推动，他们不会报到预备役。抗议者人群还包括以色列金融和科技部门的成员。
与此同时，改革也得到了一些学者的支持。120名教授与退休政治家表达了他们的赞同。支持者还包括宗教锡安主义拉比们与政治右翼人士，他们举行了反抗议活动，以回应反对派的示威。
国际法律界人士、经济学家和政治家与一些国际间犹太人组织对改革表示担忧，包括在英国、美国和澳大利亚的海外犹太人。美国总统乔·拜登和德国外长安娜莱娜·贝尔伯克都表达了他们对改革的担忧。一些法学家对改革表示支持。